# Cold Creek Manor
Cold Creek Manor una pel·lícula de thriller estatunidenc de 2003 dirigida per Mike Figgis, i protagonitzada per Dennis Quaid, Sharon Stone, Stephen Dorff, Juliette Lewis, Kristen Stewart i Christopher Plummer. El guió de Richard Jefferies explica la història d'una família aterroritzada per l'antic propietari de la finca rural que van comprar en execució hipotecaria.

## Argument
Cooper Tilson, la seva dona Leah i els seus dos fills, Kristen i Jesse, es traslladen de Nova York al camp després de comprar una mansió. L'anterior propietari, Dale Massie, convenç a Cooper perquè el contracti perquè l'ajudi amb les reparacions. Dale, recentment alliberat de la presó, inicialment sembla ser un bon treballador amable.
A mesura que Cooper va ordenant l'embolic de la casa, es troba amb molts documents i fotografies antigues i decideix gravar la història de l'edifici en una pel·lícula. Comencen a produir-se una sèrie d'incidents inusuals; Cooper és perseguit per un cotxe desconegut, es troben múltiples serps verinoses a la propietat i el cavall de Kristen és assassinat misteriosament, cosa que fa que Cooper sospita de Dale. Cooper també veu que Dale colpeja la seva xicota Ruby en un bar ple de gent.
Per conèixer els detalls del passat de la casa pairal, en Cooper visita l'envellit i dement pare de Dale que viu en una residència d'avis propera. Els comentaris inconnexos de l'home porten a Cooper a creure que Dale va assassinar la seva dona i els seus fills que havien estat desapareguts des de fa diversos anys; Dale afirma que la seva dona va fugir amb els nens quan va ser empresonat. La xerif Annie Ferguson, la germana de Ruby, inicialment es mostra escèptica sobre l'acusació de Cooper, però més tard comença a creure que pot tenir raó.
Una tarda després d'una acalorada discussió amb Dale, Cooper troba una fèrula dental juntament amb dents humanes a la grava del seu camí d'accés, que compara amb fotos antigues i descobreix que coincideix amb la de la filla de Dale. Temerós per la seguretat de la seva família, Cooper els envia de tornada perquè es quedin a la ciutat mentre intenta reunir més proves per incriminar a Dale. Mentrestant, Dale visita el seu pare i l'ofega fins a la mort quan aquest l'insulta i revela el seu coneixement dels crims de Dale.
Més tard aquella nit, quan s'acosta una tempesta, Leah torna a la casa sola, després d'haver estat informada pels nens de la ubicació d'un pou profund a la propietat, anomenat la gola del diable. Ella i Cooper baixen una càmera de vídeo al pou i troben els cadàvers podrits de la dona i els fills de Dale. Cooper contacta amb el xèrif Ferguson, sense saber que Dale l'ha atacat i l'ha inhabilitat i està inconscient al seu despatx. En Dale va a Devils Throat i punxa els pneumàtics del camió d'en Cooper. En Dale empeny Leah al pou però Cooper aconsegueix treure-la. Tornen a la casa on Dale ha incendiat el cotxe de la Leah. Els Tilson es troben atrapats a la casa mentre Dale talla l'electricitat.
Després d'una persecució, Dale acorrala Cooper i Leah a dalt del terrat, i declara obertament la seva intenció de matar-los i llençar els seus cossos a la Gola del Diable com ho va fer amb la seva família. La parella s'encarrega d'ell amb una corda, fent-lo caure de peus i després lligar-lo contra un llanternó. Cooper trenca la claraboia, enviant Dale a la seva mort.
La dona i les restes dels fills de Dale són recuperades i després sepultades al cementiri familiar de Cold Creek Manor, igual que les seves. Els Tilson continuen vivint a Cold Creek Manor.

## Repartiment
- Dennis Quaid com a Cooper Tilson
- Sharon Stone com a Leah Tilson
- Stephen Dorff com a Dale Massie
- Juliette Lewis com a Ruby Ferguson
- Kristen Stewart com a Kristen Tilson
- Christopher Plummer com a Theodore Massie
- Ryan Wilson com a Jesse Tilson
- Dana Eskelson com a Annie Ferguson, xèrif del comtat de Bellingham

## Producció
La pel·lícula es va rodar en exteriors a Cambridge, Kitchener, Ayr, Brougham i Toronto, Ontario.

## Llançament

### Resposta crítica
La pel·lícula va rebre ressenyes negatives de la crítica. Té una puntuació del 12% a Rotten Tomatoes basada en 111 ressenyes, amb una valoració mitjana de 3,8/10. El consens del lloc afirma: "La trama de Cold Creek Manor és massa previsible i dissenyada per generar suspens." A Metacritic, que assigna una puntuació mitjana ponderada, la pel·lícula té una puntuació de 37 de 100 basat en 31 crítiques, que indica "crítiques generalment negatives". El públic enquestat per CinemaScore va donar a la pel·lícula una qualificació "C −" en una escala d'A+ a F.
Stephen Holden de The New York Times va observar: "Suposo que a un cineasta seriós com Mike Figgis se’l perdonar, suposo, per haver caigut, quan té un repartiment tan estel·lar com el que infundeix al thriller amb nombrosos crits Cold Creek Manor amb més credibilitat psicològica que el seu guió. mèrits". Va dir que la pel·lícula "pertany a la tradició Cape Fear de thrillers en què el valor d'un home de família civilitzat es posa a prova en una lluita a vida o mort amb una crua maldat masclista".
Roger Ebert del Chicago Sun-Times va puntuar la pel·lícula amb 1½ estrella i la va anomenar "una antologia de clixés" i "un thriller que ens emociona només si abandonem tot el sentit comú". Va afegir: "Per descomptat, passen coses absurdes a tots els thrillers, però almenys hi ha d'haver un gest en la direcció de la versemblança, o perdem la paciència".
Edward Guthmann del San Francisco Chronicle va dir: "Tal com diuen els thrillers de les cases encantades, Cold Creek Manor és més ridícul que la mitjana, però al mateix temps està més ben produït. Hokum amb una brillantor de gran pressupost, és un mossegar les ungles senzill i de fórmula... El guió... s'empelta de tots els thrillers possibles, la majoria dels quals havien robat els seus predecessors, i carrega d'inverosímils fins que ens preguntem per què els actors ho interpreten seriosament".
Peter Travers de Rolling Stone va puntuar la pel·lícula amb una estrella i va comentar: "És trist veure que el director arriscat Mike Figgis fa un thriller genèric per pagar peatge i després ni tan sols segueix les regles... les úniques coses que persegueixen aquesta pel·lícula són els clixès".
Steve Persall del St. Petersburg Times va qualificar la pel·lícula D i va pensar que "tota aquesta mala interpretació i diàlegs tan emocionants podrien ser entretinguts si alguna cosa passés a més d'un ensurt estúpid de serps i una persecució de camions. La pel·lícula juga com un episodi d'estrelles de This Old House durant la primera hora, una telenovel·la durant els propers 30 minuts, després, finalment, una mena d’home del sac a l'últim rodet. Això no és una pel·lícula, és canal de zapping".
Todd McCarthy de Variety va qualificar la pel·lícula com "un suspensor lamentablement previsible de la família Yuppie en perill que sembla que no mereix l'atenció dels seus participants relativament de perfil alt. Trencant amb els seus experiments amb múltiples perspectives de càmera digital, el director Mike Figgis mostra, en el millor dels casos, un interès a mitges per oferir productes de gènere comercial, mentre que Dennis Quaid i Sharon Stone peixen en va per trobar qualsevol angle per jugar als seus personatges sense dimensions".

### Taquilla
La pel·lícula es va estrenar a 2.035 sales als Estats Units el 19 de setembre de 2003 i va recaptar 8.190.574 dòlars en el seu primer cap de setmana, ocupant el lloc número 5 a la taquilla, darrere de Underworld,  'Secondhand Lions, The Fighting Temptations i El mexicà. Finalment, va guanyar 21.386.011 $ als Estats Units i 7.733.423 $ als mercats estrangers, amb una taquilla mundial total de 29.119.434 $.

### Mitjans domèstics
Buena Vista Home Entertainment va llançar la pel·lícula en DVD de la Regió 1 el 2 de març de 2004. Està en format pantalla panoràmica anamòrfica amb pistes d'àudio en anglès i francès, i subtítols en espanyol. Les característiques addicionals inclouen comentaris amb el director Mike Figgis; escenes esborrades i un final alternatiu; Rules of the Game, en què Figgis parla dels components d'un thriller psicològic; i Cooper's Documentary, en què parla del procés de realització de la pel·lícula dins de la pel·lícula. Una edició Blu-ray es va publicar el 4 de setembre de 2012.